# 마틴 에번스
마틴 존 에번스 경(Sir Martin John Evans, FRS FMedSci, 1941년 1월 1일 ~ )은 영국의 생물학자이다. 2007년에 생쥐의 배아줄기세포를 이용한 유전자 적중법을 발견한 공로로 마리오 카페키, 올리버 스미시스와 함께 노벨 생리학·의학상을 수상했다.

## 수상 경력
- 1993년 : William Bate Hardy Prize
- 2001년 : 앨버트 래스커 기초 의학 연구상
- 2007년 : 노벨 생리학·의학상

### 서훈
- 2004년 : 기사작위(Knight Bachelor) 서임[9]

## 회원
- 1993년 : 왕립학회 회원 선출[10]